# Karl Polanyi
Karl Paul Polanyi, maďarsky Polányi Károly (25. října 1886, Vídeň – 23. dubna 1964, Pickering) byl maďarsko-kanadský historik, filozof a ekonom židovského původu narozený na území dnešního Rakouska.
Proslul svou knihou Velká transformace (The Great Transformation) z roku 1944, která patří k nejcitovanějším pracím v sociálních a humanitních vědách ve 20. století. Zcela jinak než Marx popsal vznik kapitalismu a zdůraznil roli specifického evropského historického kontextu, který tento vznik podmínil. Položil tak základy ekonomické antropologie, která zkoumá, jak jsou ekonomické systémy vrostlé do kulturně-historického substrátu, a jak jím jsou podmíněny a formovány.

## Život
Před první světovou válkou spoluzaložil na Budapešťské univerzitě vlivný Klub Galileo, spolupracoval v něm s György Lukácsem, Oszkárem Jászim či Karlem Mannheimem.
Roku 1914 spoluzaložil maďarskou Radikální stranu a stal se jejím sekretářem. Roku 1918 podporoval Astrovou revoluci a První Maďarskou republiku vedenou sociálním demokratem Mihály Károlyim. Když se moci chopili komunističtí revolucionáři Bély Kuna, Polanyi uprchl do Vídně.
Zde v letech 1924–1933 řídil prestižní ekonomický časopis Der Oesterreichische Volkswirt. Byl jedním z prvních kritiků Rakouské ekonomické školy (Carla Mengera a jeho následovníků). Po pádu demokracie v Rakousku byl jako socialista z vedení časopisu vyštván a odešel do Londýna.
Roku 1940 získal pozici na Bennington College v americkém Vermontu a přesídlil do USA. Roku 1944 vydal Velkou transformaci, která mu zajistila mezinárodní věhlas a místo na Kolumbijské univerzitě v New Yorku. Dojížděl do něj však z kanadského Pickeringu, neboť jeho žena, Polka Ilona Duczyńská, pro svou bývalou činnost komunistické revolucionářky nedostala víza do USA. Věnoval se zde především studiu ekonomických systémů starých civilizací. Výsledky shrnul v knize Trade and Markets in the Early Empires.
Jeho mladší bratr Michael Polanyi byl známým filozofem. Jeho neteř Eva Zeisel, která emigrovala do USA, byla designérkou průmyslových výrobků.

## Dílo a myšlení
Polanyi v knize Velká transformace říká, že kapitalistická společnost, kterou on nazývá tržní společností, není výsledkem nějakého přirozeného vývoje. Je to obrovský dějinný převrat, který nemá srovnání v celých lidských dějinách. Zdůrazňuje, že to, že ve starých civilizacích existovaly trhy, neznamená, že by tyto společnosti měly něco společného s naší tržní společností – mezi společností s trhy a tržní společností je dle Polanyiho kardinální rozdíl. To je základní teze knihy.
Polanyiho popis vzniku společnosti, jejíž sociální páteří je tržní ekonomika, se od Marxova liší především určením „prvotního hybatele“ a pohledem na roli národního státu. Polanyi nevěří, že hybatelem kapitalistického procesu byly ekonomické či sociální (třídní) zákony. Prvotního hybatele vidí v technologickém pokroku. Ten si vynutil určitý ekonomický řád (volnotržní), který však rozvrátil tradiční systémy produkce a života. Aby nedošlo k naprostému rozvratu společnosti, ekonomický systém „si pořídil“ dosud neexistující institut, „národ“ a „národní stát“, aby zahladil největší rozpory ve společnosti, zabránil jejímu rozpadu a zajistil hladký chod ekonomického systému. Bez státu by kapitalismus nepřežil, regulaci trhu a protekcionistická opatření si vynutil sám kapitalismus v rámci hledání rovnováhy, nikoli stát, říká Polanyi, nicméně dodává, že povaha státu je dvojaká, neboť v něm hledají oporu i lidé zmítaní ekonomickými přeryvy, takže vzniká dojem souboje státu a trhu.
Tato koncepce byla v zásadním rozporu s pojetím státu u liberálních a neoliberálních ekonomů, kteří stát viděli jako antipokrokovou sílu brzdící svými zásahy samořídící ekonomický systém, i marxistických ekonomů, kteří stát viděli jako nástroj jedné třídy k ovládání třídy jiné. Právě tato nová koncepce státu v moderní společnosti získala ohlas v sociologii a politologii. Pro ekonomii byl důležitějším Polanyiho důraz na vztah ekonomického systému a jeho kulturně-historického kontextu, což byl také směr bádání, který si Polanyi sám posléze zvolil.
Polanyi ze své koncepce vyvozoval, že po kapitalismu bude následovat logicky období socialistické, kde bude klíčová role státu pro přežití všech uznána jak tržními aktéry, tak aktéry politickými a občanskými. V jeho pohledu bude zkrátka vědomě přijato to, co se tak jak tak děje živelně – stát bude nadřazen volnému trhu, bude vyvažovat jeho excesy a udržovat sociální smír.
K Polanyiho koncepci z Velké transformace se dnes hlásí například nositel Nobelovy ceny za ekonomii Joseph Stiglitz. Podobně je Karl Polanyi považován za jednoho z myšlenkových inspirátorů ekologické ekonomie, explicitně se k němu hlásí například přední ekologický ekonom Herman Daly. Podle Polanyiho totiž neoklasická ekonomická teorie považuje půdu, lidskou práci a peníze za zboží, které má své vlastní „trhy“, přičemž předpokládá, že se budou tyto „fiktivní komodity“ chovat stejně jako komodity skutečné. Avšak půda je ve skutečnosti rozparcelovaná příroda, pracovní síla je aktivita lidských bytostí a peníze nejsou ani tak zbožím, jako informací či vztahem (institucionálně vymahatelným závazkem), závislým na lidské důvěře.
To má podle Polanyiho vážné důsledky: v morální rovině je podle něj zřejmé, že příroda i lidé mají jinou než jen instrumentální hodnotu.

## Citáty
„Naší tezí je, že myšlenka samoregulujícího trhu představuje naprostou utopii. Takováto instituce by nemohla existovat ani nakrátko, aniž by zničila lidskou a přírodní základu společnosti; člověka by zlikvidovala fyzicky a jeho přírodní prostředí by proměnila v divočinu.“

### České překlady
- Velká transformace, Brno, Centrum pro studium demokracie a kultury 2003.